# Hugo Danner
Hugo Danner é um personagem fictício e o protagonista do romance Gladiator, de Philip Wylie, publicado em 1930. Nascido no final do século XIX com habilidades sobre-humanas devido a uma experiência química pré-natal, Danner tenta usar seus poderes para o bem, tornando-se um precursor dos super-heróis. No entanto, Danner fica desiludido com sua incapacidade de encontrar uma forma permanente de utilizar sua força extraordinária e morre frustrado.
Além do romance de Wylie, o personagem também apareceu em um longa-metragem e em quadrinhos da Marvel Comics e da DC Comics. O ator cômico Joe E. Brown o interpretou em uma adaptação cinematográfica de 1938. Décadas depois, o personagem estrelou uma adaptação intitulada “Man-God” na revista em quadrinhos em preto e branco Marvel Preview #9 (inverno de 1976). Em seguida, apareceu em Young All-Stars, da DC, entre 1988 e 1989, como o pai distante de um filho ilegítimo chamado Iron Munro. Em 2005, ele retornou na minissérie em quadrinhos Legend, publicada pelo selo Wildstorm da DC. Nessa versão, Danner, já no final dos anos 1960, luta como um supersoldado do exército dos EUA na Guerra do Vietnã, em vez de ser um super legionário na Primeira Guerra Mundial.

## Histórico de Publicação

### Criação
No início de fevereiro de 1930, Wylie descreveu a inspiração para a criação de Danner na introdução de uma das primeiras edições de Gladiator:
"Uma consciência temperamental da força material trouxe Hugo Danner à existência. A frustração dos meus próprios músculos pelas coisas, e a alarmante superioridade das máquinas, iniciaram a ideia de um homem que seria invencível. Dei-lhe um nome e planejei feitos aleatórios. Deixei-o destruir a Ponte do Brooklyn e levantar uma locomotiva. Depois comecei a especular sobre seu futuro e me pareceu que um ser humano assim estaria condenado à fama vulgar ou a uma vida de destruição infrutífera. Ele partilharia o isolamento dos gênios e com eles aprenderia a inflexibilidade da lenta evolução humana. Nesse sentido, Hugo tornou-se simbólico e Gladiator, uma sátira. O resto foi aventura – e talvez mais do livro derive da excitação não literária de imaginar tal vida do que de uma justaposição estudada de incidentes a um tema."

### Desenvolvimento
O romance começa nos últimos anos do século XIX, quando o professor de ciências Abednego Danner, do Colorado, busca uma maneira de melhorar as fraquezas naturais da biologia humana e criar uma nova “raça que não conhece o medo — porque não pode conhecer o dano”. Após 14 anos de pesquisa, ele descobre “radicais alcalinos” que aumentam vastamente “a força muscular e a descarga nervosa de energia”. Depois de testes bem-sucedidos com animais — que resultam em girinos superfortes e um gatinho à prova de balas capaz de derrubar gado — ele injeta o soro em sua esposa grávida, Matilda. Hugo Danner nasce no Natal, meses depois.
Seus pais o educam com uma bússola moral firme e o alertam para nunca usar sua força com raiva. No entanto, ainda no jardim de infância, Danner quase mata um valentão da escola após ser agredido por ele. Esse evento o rotula como um pária entre as outras crianças. Tratado com repulsa, ele encontra consolo apenas ao liberar seus poderes na natureza do Colorado — arrancando árvores, arremessando rochas enormes, saltando até topos de montanhas, etc. Esse estigma eventualmente desaparece e é esquecido quando Danner entra no ensino médio.
Após o colegial, Danner vai para a Universidade Webster. Lá, torna-se uma estrela imbatível do futebol americano e o rapaz mais popular do campus. Durante os verões, trabalha como homem-forte de circo e até participa de lutas por dinheiro. No entanto, ao retornar à universidade e matar acidentalmente um jogador durante uma partida, abandona os estudos e vira marinheiro. Um ano depois, seu navio é retido na França com o início da Primeira Guerra Mundial em 1914.

Ele e outro americano se alistam na Legião Estrangeira Francesa e, após um curto treinamento, vão ao campo de batalha. Eventualmente, Danner revela seus poderes aos superiores da Legião, que o consideram um demônio ou indígena sobrenatural, e ele recebe liberdade para agir no campo de batalha e matar o máximo de soldados alemães que conseguir. Histórias sobre “Le Colorado” rapidamente se espalham de trincheira em trincheira, e Danner se torna uma espécie de herói mítico. Após um breve período com uma unidade americana, Danner se cansa da guerra e elabora um plano com um avião:
“Voaria até o coração da Alemanha. Quando o combustível acabasse, o avião cairia. Ele sairia dos destroços e, na escuridão, como Fidípides, seguiria até o centro do governo inimigo. Lá, atravessaria todas as barreiras humanas, estrangularia o imperador, mataria os generais, derrubaria edifícios com seus braços de Sansão e interromperia o controle da guerra.”
Contudo, o Tratado de Versalhes é assinado no dia em que ele se preparava para partir, e ele é forçado a abortar sua missão. De volta aos EUA, trabalha em diversas profissões — operário siderúrgico, caixa de banco, lavrador e lobista pelo desarmamento — mas sua natureza única sempre lhe causa angústia. Eventualmente, oferece seus serviços a um professor de história famoso, que lidera uma expedição arqueológica maia, e viaja com o grupo para a Península de Yucatán.
Durante a viagem, Danner se pergunta se os maias e egípcios teriam descoberto a mesma fórmula que seu pai, “que poderia ser injetada nas veias dos escravos [que construíram as pirâmides], tornando-os mais fortes que máquinas”. Lá, trabalha como chefe dos ajudantes maias contratados e se mostra um valioso membro da equipe. Quando um acidente revela sua força ao professor, o idoso sugere que Danner use a fórmula para criar uma nova raça de homens, os “Filhos da Alvorada”, que usariam seus poderes para corrigir os males do mundo. A ideia o atrai a princípio, mas Danner teme que esses filhos também sejam odiados pela humanidade por sua superioridade e tratados da mesma forma que ele. No fim, ele sobe uma montanha durante uma tempestade e é fulminado por um raio enquanto reza a Deus. A fórmula é destruída no incêndio resultante. O professor encontra seus restos carbonizados três dias depois e o enterra entre as ruínas maias.

## Poderes e habilidades
Danner tem a força proporcional de uma formiga (a mesma explicação dada para os poderes do Homem-Formiga da Marvel). Ele pode erguer objetos massivos, correr a velocidades extremas, resistir a ferimentos graves e saltar a alturas impressionantes. No entanto, diferentemente de super-heróis posteriores, como o Superman, Danner não pode voar, disparar rajadas de calor ou enxergar através de objetos. Suas habilidades se originam puramente de alterações biológicas, sem influência de radiação ou fatores sobrenaturais. Ele também possui um intelecto acima da média, embora não seja retratado como um gênio.

## Outras mídias

### Cinema
Em 1938, Hugo Danner foi retratado por Joe E. Brown no filme The Gladiator, uma adaptação muito livre da obra de Philip Wylie. Essa versão foi transformada em uma comédia, com Danner sendo retratado mais como um sujeito atrapalhado que ganha força temporária com uma poção. A trama foi alterada drasticamente, e a crítica da natureza humana presente no romance original foi praticamente eliminada.

### Quadrinhos

#### Marvel Comcs
Hugo Danner apareceu em Marvel Preview #9 (1976), uma revista em preto e branco da Marvel, sob o título Man-God. A história foi escrita por Roy Thomas e ilustrada por Tony DeZuniga, adaptando aproximadamente a primeira metade do romance. Embora elementos do original tenham sido preservados, a narrativa foi ajustada ao estilo da Marvel, com uma ambientação mais moderna e linguagem visual típica da editora. Na capa, a edição é anunciada como "do romance explosivo Gladiator de Philip Wylie". Apesar de ser lembrada como uma tentativa da Marvel de revisitar arquétipos que precederam o Superman, a história nunca teve continuidade, e não se sabe se uma sequência chegou a ser planejada.

#### DC Comics
Após o evento Crise nas Infinitas Terras, que eliminou o multiverso original da DC Comics e o substituiu por uma única Terra e linha temporal, o Superman foi removido retroativamente das histórias ambientadas na Segunda Guerra Mundial. Para preencher essa lacuna, Roy Thomas criou o personagem Iron Munro, que passou a funcionar como um substituto do Superman nesse contexto histórico.
Munro foi introduzido na série Young All-Stars, sucessora de All-Star Squadron, que o próprio Thomas decidiu encerrar devido às mudanças de continuidade causadas pela Crise. A nova equipe trazia versões alternativas ou inspiradas em heróis clássicos que haviam sido apagados da cronologia. Iron Munro foi uma homenagem direta a dois personagens da ficção pulp dos anos 1930 que antecederam o Superman: Aarn Munro, herói de ficção científica criado por John W. Campbell (e que chegou a aparecer em quadrinhos como "Iron Munro"), e Hugo Danner, cujos poderes e temas antecipavam o Homem de Aço.
Como um aceno direto à influência de Gladiator sobre o Superman, Roy Thomas fez de Hugo Danner o pai biológico de Iron Munro.
Hugo Danner pareceu nas edições Young All-Stars #9 a #11 (fevereiro a abril de 1988) e #28 a #31 (agosto a novembro de 1989), sendo revelado como o pai afastado de Arn Munro, conhecido como Iron Munro, seu filho ilegítimo. Munro não existia nem era uma possibilidade no romance original, onde o pai cientista de Danner esclarece: “o efeito do processo não é herdado pelas gerações futuras. Deve ser repetido a cada vez”.
Nessa história, Munro encontra o diário de seu pai e descobre os conflitos de Hugo Danner como o primeiro meta-humano do século XX. Após ler o diário, ele procura o governo e o projeto secreto Projeto M, exigindo informações sobre a misteriosa "Ilha dos Dinossauros" mencionada por Danner. Em vez disso, é levado à Terra de Maple White, na América do Sul. uma referência ao romance O Mundo Perdido de Arthur Conan Doyle.
Lá, Munro fica surpreso ao descobrir que Danner está vivo. Ele aparentemente fingiu sua morte na Península de Yucatán e retornou brevemente para reencontrar sua antiga paixão do colégio, Anna Blake, com quem teve um caso. Dessa união nasceu Munro, que recebeu o sobrenome do novo marido de Anna, que acreditava ser o pai da criança.
Nesse ponto, Danner havia fundado e treinado a primeira geração dos Sons of Dawn (Filhos da Aurora), um grupo de super-humanos criados com sua fórmula. Ele posteriormente revela à equipe Young All-Stars que o vilão Übermensch roubou sua fórmula para criar sua própria raça de super-homens.
O conflito se intensifica quando Danner ordena que os Sons of Dawn ataquem uma cidade brasileira. Munro e os Young All-Stars são forçados a enfrentá-lo. Durante a batalha final, os Sons of Dawn são derrotados e Hugo Danner morre em combate, encerrando tragicamente sua jornada.
Em 2005, o personagem reapareceu na minissérie Legend, publicada pelo selo Wildstorm da DC. Essa versão atualiza o personagem para o final dos anos 1960, onde ele atua como um supersoldado na Guerra do Vietnã. A abordagem é mais sombria e realista, refletindo o clima político da época e explorando as consequências psicológicas do poder absoluto.

#### Liga Extrardordinária
Na graphic novel Nemo: River of Ghosts (2015), escrita por Alan Moore e ilustrada por Kevin O'Neill como parte da série A Liga Extraordinária, Hugo Danner é retratado como o primeiro e único super-humano genuíno dos Estados Unidos. Após a Primeira Guerra Mundial, desiludido com a humanidade, ele tenta fundar uma civilização de super-humanos nas ruínas de Utopia. Porém, Clark Savage Sr. (pai de Doc Savage) envia Hugo Hercules para impedi-lo, temendo competição para seu filho. Danner e Hércules travam uma batalha épica, que termina com a morte de Danner, morto por uma cabeçada de Hércules. Sua morte é mantida em segredo, e o governo americano passa a fingir a existência de super-humanos nos anos 1920, já que o único real havia desaparecido.

## Comparação com heróis posteriores
Não há confirmação oficial de que Gladiator, de Philip Wylie, tenha influenciado diretamente a criação do Superman. Os cocriadores do Superman, Jerry Siegel e Joe Shuster começaram a desenvolver o personagem em 1934, quatro anos após o lançamento do romance de Wylie.
Na versão original, Superman vinha de um planeta não nomeado, cujos habitantes eram milhões de anos mais evoluídos que os humanos. Ao atingirem a maturidade, esses seres adquiriam força titânica. Essa evolução avançada explicava seus poderes sobre-humanos na Terra. Siegel descreveu assim: “Quando atingiu a maturidade, ele descobriu que podia facilmente: saltar um oitavo de milha; pular um edifício de vinte andares; levantar pesos tremendos; correr mais rápido que um trem expresso... e que nada menos que uma explosão direta poderia perfurar sua pele!”
Siegel e Shuster compararam a força e capacidade de salto de Superman com as de uma formiga e um gafanhoto, respectivamente, assim como o pai de Hugo, Abednego Danner, fazia ao explicar os dons do filho.
Hugo Danner também afirma vir de uma terra distante, o Colorado, habitada por uma raça de homens superfortes e indestrutíveis. Para manter em segredo suas verdadeiras origens experimentais, Danner diz a seus superiores na Legião Estrangeira: “[Colorado é um] lugar na América. Um lugar que mal foi explorado. Eu nasci lá. Todos os homens do Colorado nascem como eu nasci e são como eu. Somos muito fortes. Somos grandes lutadores. Não podemos ser feridos, exceto pelas maiores bombas.”
As semelhanças entre os personagens não param por aí: ambos têm pais cientistas (Jor-El e Abednego), crescem em ambientes rurais (Smallville e Indian Creek, Colorado), demonstram desde cedo um forte senso moral, levantam carros acima da cabeça e escondem seus poderes do mundo.
A primeira versão do Superman surgiu no conto The Reign of the Superman, escrito por Jerry Siegel, ilustrado por Joe Shuster e publicado originalmente em janeiro de 1933 na terceira edição de Science Fiction: The Advance Guard of Future Civilization, um fanzine produzido e distribuído pela dupla. Essa primeira história a apresentar um personagem nomeado “Superman”, embora com características significativamente diferentes do super-herói que viria a ser posteriormente publicado em Action Comics #1, em 1938. Esse Superman não é apresentado como um herói, mas como vilão de uma história. Após a publicação, Siegel decidiu que o conceito funcionaria melhor se o personagem fosse um herói, e então começou a trabalhar ao lado de Shuster para uma nova versão.
Críticos também notaram paralelos entre Hugo Danner e Doc Savage, outra figura seminal dos quadrinhos e da ficção pulp. Além disso, uma cena marcante do romance , na qual Hugo participa de uma luta de boxe para ganhar dinheiro — antecipa o momento clássico da origem do Homem-Aranha, em Amazing Fantasy #15 (1962), quando Peter Parker enfrenta um lutador para conseguir recursos.em um mundo imperfeito.